# Wikipedia în kazahă
Wikipedia în kazahă (în kazahă Қазақша Уикипедия) este versiunea în limba kazahă a Wikipediei, și se află în prezent pe locul 32 în topul Wikipediilor, după numărul de articole. În prezent are aproximativ 200 000 de articole.